# Palácio de São João Novo
O Palácio de São João Novo localiza-se em Miragaia na freguesia de Cedofeita, Santo Ildefonso, Sé, Miragaia, São Nicolau e Vitória, na cidade e Distrito do Porto, em Portugal.
O Palácio funcionou como hospital militar, acolhendo as tropas liberais na altura do Cerco do Porto, como Tipografia Comercial Portuense e como Museu de Etnografia e História. Um incêndio ocorrido em 1984 originou a degradação do imóvel, que se encontra encerrado desde 1992.
O Palácio de São João Novo está classificado como Imóvel de Interesse Público desde 1977.

## História
Foi edificado em finais do século XVIII, para habitação de um funcionário público do Porto e, depois da morte do seu primeiro proprietário, foi habitado por algumas das mais ilustres famílias da cidade.
De estilo barroco, desde a década de 60 fora atribuído o seu projeto a Nicolau Nasoni, contudo, com a descoberta do contrato de encomenda do palácio, ficou comprovado que o desenho, na verdade, foi realizado pelo arquitecto António Pereira. 
O fundo do edifício está quase encostado às Muralhas Fernandinas. Aquando a segunda invasão francesa em 1809 foi ocupado pelas forças invasoras, tendo servido como hospital militar às tropas liberais na altura do Cerco do Porto.
No final das Guerras Liberais, o palacete foi devolvido aos seus proprietários que o viriam a alugar à Tipografia Comercial Portuense e posteriormente à Junta da Província do Douro Litoral que, em 1945, lá instalou o Museu de Etnografia e História do Douro Litoral. 
Devido a sinais de degradação, potenciados por um incêndio ocorrido em 1984, o palácio encontra-se encerrado desde 1992. O acervo do museu foi depositado em diversos museus, com vista à sua protecção.
Em 2023, o Presidente da câmara do Porto, Rui Moreira quer que o Estado passe a gestão do Palácio de São João Novo para o município para depois reabilitar o edifício e ali instalar o núcleo central do Museu do Porto.